# Кутафин, Семён Васильевич
Семён Васи́льевич Кута́фин (1902—1987) — советский железнодорожник, Герой Социалистического Труда (1943).

## Биография
Семён Кутафин родился 15 ноября 1902 года в станице Ладожская Екатеринодарского отдела Кубанской области (ныне Усть-Лабинского района Краснодарского края). После окончания церковно-приходской школы и реального училища работал учеником телеграфиста, затем телеграфистом на железной дороге. В 1920-е годы служил в Рабоче-крестьянской Красной Армии. В 1927 году Кутафин окончил Ростовские железнодорожные курсы, в 1930 году — Владикавказские курсы диспетчеров, после чего работал диспетчером на станции «Грозный».
Разработал и внедрил так называемый «кутафинский метод», первым из советских диспетчеров применившим связь с поездными бригадами и дежурными по станциям, встречавшими поезда с заранее подготовленными документами, что позволило почти в два раза сократить время движения сборных поездов. В 1933 году этот метод стал применяться на всех железных дорогах. Кутафин был переведён в Москву и назначен инспектором-инструктором по диспетчерской работе Центрального эксплуатационного управления НКПС СССР. С августа 1938 года Кутафин руководил Южной железной дорогой.

## Великая Отечественная война
С началом Великой Отечественной войны руководимая Кутафиным дорога стала одной из основных магистралей движения военных эшелонов с людьми и грузами в обе стороны. Во время эвакуации из Харькова под руководством Кутафина на восток было отправлено 320 эшелонов. Когда Харьков был оккупирован, руководство Южной железной дороги продолжало работу в Купянске. Позднее Кутафин был направлен в Сибирь уполномоченным НКПС по стыку на станции «Чулымская». Позднее, летом 1943 года он возглавлял оперативную группу железнодорожников Московско-Курской, Южной и Московско-Киевской железных дорог, обеспечивая их бесперебойную работу в период битвы на Курской дуге. Когда был освобождён Харьков, Кутафин вместе с инженерами железнодорожных войск организовал восстановление разрушенных коммуникаций, уже спустя неделю после освобождение открыв сквозное движение через харьковский железнодорожный узел, считавшийся одним из самых сложных в СССР по причине большого количества мостов, путепроводов и пересечений.
Указом Президиума Верховного Совета СССР от 5 ноября 1943 года за «особые заслуги в обеспечении перевозок для фронта и народного хозяйства, за выдающиеся достижения в восстановлении железнодорожного транспорта в трудных условиях военного времени» Семён Кутафин был удостоен высокого звания Героя Социалистического Труда с вручением ордена Ленина и медали «Серп и Молот».
Указом Президиума ВС СССР от 24 февраля 1945 года генерал-директор движения 2-го ранга Кутафин Семен Васильевич награждён орденом Отечественной войны 2-й степени.
С 1944 года Кутафин работал начальником Московско-Курской железной дороги, с 1946 года — куратором службы движения по дорогам Средней Азии, с 1949 года — главным ревизором-диспетчером Донецкого округа железных дорог, с 1951 года — начальником отдела дорог Юго-Запада. В 1962 году вышел на пенсию. 

## Смерть
Умер в феврале 1987 года, похоронен на Николо-Архангельском кладбище Москвы.

## Награды
Почётный железнодорожник (является первым награждённым этим знаком). Был награждён двумя орденами Ленина, орденами Трудового Красного Знамени, Отечественной войны 1-й и 2-й степеней, рядом медалей.